# Guy Verrier
Guy Verrier (ur. 23 lipca 1928, zm. 30 października 2019) – francuski judoka, kierowca rajdowy i kierowca wyścigowy.
Trzykrotny mistrz Europy w 1951 i 1952. Mistrz Francji w 1948 i 1952 roku.